# Bernald (zagrebački biskup)
Bernald (1162. – 1172.), deveti zagrebački biskup, nasljednik Gotšalda.

## Životopis
Nema točnih podataka o njegovu podrijetlu: neki autori tvrde je bio Katalonac, a drugi pak da je bio burgundskoga podrijetla. Gorički arhiđakon Ivan spominje Bernalda na popisu zagrebačkih biskupa poslije petog zagrebačkog biskupa Francike. Zagrebačkim biskupom bio je 1163. godine kada je kralj Stjepan IV. u Ostrogonu ispravom potvrdio presudu bana Belusa da šuma Dubrava pripada Zagrebačkoj biskupiji, tj. biskupu Bernaldu. Njegovu smrt spominje i Baltazar Adam Krčelić.

## Vanjske poveznice
Mrežna mjesta
- Bernald (1162. - 1172.), životopis na stranicama Zagrebačke nadbiskupije

| Titule u Katoličkoj Crkvi | Titule u Katoličkoj Crkvi       | Titule u Katoličkoj Crkvi |
| ------------------------- | ------------------------------- | ------------------------- |
| prethodnik Gotšald        | zagrebački biskup 1162. – 1172. | nasljednik Prodan         |